# Ludwig Freiherr von Leonrod
Ludwig Freiherr von Leonrod (17 de septiembre de 1906 - 26 de agosto de 1944) fue un oficial del Ejército alemán que tomó parte en el complot del 20 de julio para matar a Adolf Hitler. Era descendiente de la familia noble von Leonrod.
Leonrod nació en Múnich y se unió al Reichswehr el 1 de abril de 1926 en el Regimiento N.º 17 Reiter (Caballería) en Bamberg junto a Claus von Stauffenberg.
En la II Guerra Mundial Leonrod fue severamente herido a finales de 1941 en el frente oriental y permaneció indispuesto para el servicio en el frente.
En diciembre de 1943 Stauffenberg informó a Leonrod sobre los planes para un golpe de Estado. Leonrod preguntó al capellán Hermann Josef Wehrle, que posteriormente fue sentenciado a muerte por su conocimiento, sobre la justificación teológica del tiranicidio.
Leonrod se suponía que sería el oficial de enlace en el distrito militar VII (Múnich). Tras el fracaso del complot Leonrod fue arrestado por la Gestapo el 21 de julio de 1944, sentenciado a muerte por el Volksgerichtshof el 21 de agosto y ahorcado el 26 de agosto en la prisión de Plötzensee.
Leonrod estaba casado con Monika née von Twickel desde 1943.